# محمد علي أمين
فريق بحري محمد علي أمين (27 أكتوبر 1929- ؟) هو قائد القوات البحرية المصرية، خلال (9 أكتوبر 1978 - 1 أبريل 1983)، وقائد مدرسة الملاحة البحرية، وقائد مدمرات بحرية، رئيس أركان الحرب القوات البحرية السابق، شارك في حرب أكتوبر، وحرب الاستنزاف وحرب اليمن.

## حياته
محمد علي محمد أمين ولد في 27 أكتوبر سنة 1929 ب محافظة الإسكندرية، تخرج من الكلية البحرية المصرية، التحق ببعثة أركان الحرب الاتحاد السوفيتي، ثم بالدورة المركزة القصيرة بأكاديمية ناصر العسكرية العليا.
عمل قائد مدرسة الملاحة البحرية بعد تخرجه، وتتبع المناصب، رئيس أركان لواء مدمرات، قائد سجم طارق، ثم قائد سجم الفاتح ونائب رئيس شعبة العمليات البحرية، ثم ملحق حربي بالهند ورئيس شعبة التدريب على القتال البحري، ثم رئيس أركان حرب القوات البحرية، وقائد القوات البحرية، ثم عضوا بالهيئة الفنية للجنة العليا للهيئة العربية للتصنيع.

## شجاعته
اغتيل السادات خلال عرض عسكري أقيم بمدينة نصر بالقاهرة في 6 أكتوبر 1981 احتفالاً بالانتصار الذي تحقق خلال حرب أكتوبر 1973. نفذ عملية الاغتيال الملازم أول خالد الإسلامبولي الذي حكم عليه بالإعدام رمياً بالرصاص لاحقاً في أبريل 1982. وكان قائد سلاح البحرية ( الفريق بحري محمد علي محمد أمين) بجواره، تحلى شجاعة استثنائية إذ ألقى بالكراسي على المهاجمين، دفاعاً عن محمد أنور السادات.

## الأوسمة
- حصل على نوط الواجب.
- ميدالية الخدمة الطويلة والقدوة الحسنة من الطبقة الأولي.
- نوط الخدمة الممتازة.
- وسام الاستحقاق الأمريكي من درجة كوماندور.
- وسام النجمة العسكرية.
- وسام الجمهورية من الطبقة الأولى.
- وسام الجيش الشعبي اليوغسلافي.